# Mimi El-Sherbini
Mimi El-Sherbini (àrab: مُحمَّد عبد اللطيف الشربيني)  (Mansura, 26 de juliol de 1937 - Mansura, 20 de gener de 2025) fou un futbolista egipci de la dècada de 1960.
Fou internacional amb la selecció d'Egipte amb la qual participà en els Jocs Olímpics de 1960 i 1964.
Pel que fa a clubs, destacà a Al-Ahly SC El Caire.
Un cop retirat fou entrenador, destacant com a seleccionador dels Emirats Àrabs Units el 1975. També entrenà Ghazl Domiat el 1981–82.